# Green Lake (Wisconsin)
Pour les articles homonymes, voir Green Lake.
La ville de Green Lake est le siège du comté de Green Lake, dans le Wisconsin, aux États-Unis. Sa population s’élevait à 960 habitants lors du recensement de 2010.

## Démographie
| Groupe            | Green Lake | Wisconsin | États-Unis |
| ----------------- | ---------- | --------- | ---------- |
| Blancs            | 98,8       | 86,2      | 72,4       |
| Métis             | 0,4        | 1,8       | 2,9        |
| Asiatiques        | 0,3        | 2,3       | 4,8        |
| Afro-Américains   | 0,2        | 6,3       | 12,6       |
| Amérindiens       | 0,2        | 1,0       | 0,9        |
| Autres            | 0,1        | 2,4       | 6,2        |
| Total             | 100        | 100       | 100        |
|                   |            |           |            |
| Latino-Américains | 1,9        | 5,9       | 16,7       |

Selon l'American Community Survey, pour la période 2011-2015, 88,09 % de la population âgée de plus de 5 ans déclare parler anglais à la maison, alors que 7,10 % déclare parler l'espagnol, 1,75 % le tagalog, 0,98 % le russe et 2,08 % une autre langue.

## Personnalité liée à la ville
- Elda Emma Anderson, physicienne

## Source
- (en) Cet article est partiellement ou en totalité issu de l’article de Wikipédia en anglais intitulé « Green Lake, Wisconsin » (voir la liste des auteurs).

1. ↑  (en) « Green Lake, WI Population - Census 2010 and 2000 », sur censusviewer.com.
2. ↑  (en) « Population of Wisconsin - Census 2010 and 2000 », sur censusviewer.com.
3. ↑  (en) « Language spoken at home by ability to speak English for the population 5 years and over ».